# Distretto di Ōshima (Kagoshima)
Il distretto di Ōshima (大島郡?, Ōshima-gun) è l'unico distretto della Sottoprefettura di Ōshima, che fa parte della Prefettura di Kagoshima, nel Giappone meridionale.
Attualmente fanno parte del distretto tutti i comuni delle Isole Amami, situate nella parte centro-settentrionale dell'arcipelago delle Ryūkyū, ad eccezione della città di Amami. Nella lista che segue tali comuni sono suddivisi a seconda dell'isola in cui sono situati: 
- Amami Ōshima
  - Cittadina di Tatsugō, nella zona nord-orientale
  - Villaggio di Yamato, nella zona nord-occidentale
  - Villaggio di Uken, nella zona occidentale
  - Cittadina di Setouchi, che comprende i territori meridionali di Amami Ōshima e quelli delle vicine isole di Kakeromajima, Yoroshima, Ukeshima ed altre minori
- Kikaishima
  - Cittadina di Kikai, che comprende tutto il territorio dell'isola
- Isola di Tokunoshima
  - Cittadina di Tokunoshima, nella parte orientale
  - Cittadina di Amagi, nella parte occidentale
  - Cittadina di Isen, nella parte meridionale
- Okinoerabujima
  - Cittadina di Wadomari, nella parte settentrionale
  - Cittadina di China, nella parte meridionale
- Yoronjima
  - Cittadina di Yoron, che comprende tutto il territorio dell'isola

| Controllo di autorità | VIAF (EN) 137220680 · LCCN (EN) n81126032 · J9U (EN, HE) 987007562172305171 · NDL (EN, JA) 00640666 |